# Автошлях Т 0613
Автошля́х Т0613 — автомобільний шлях територіального значення Коростень М21 — Кожухівка Р49 М07 E373 у Житомирській області.
Загальна довжина — 9,3 км.
Проходить через населені пункти Коростень, Жабче, Кожухівка.
Починається у передмісті Коростеня Чолівка, відгалужуючись від вулиці Селезньова (М21) (частиною шляху в межах Коростеня є Білокоровицьке шосе), потім автошлях проходить через села Жабче та Кожухівка і з'єднується з автошляхом М07 E373 у місці перетину із автошляхом Р49.